# Feni (stad)
Feni (Bengaals: ফেনী, IAST: Phenī) is een stad in het zuidoosten van Bangladesh. De stad kent 91.000 inwoners en is de hoofdstad van het district Feni. De stad strekt zich uit over een oppervlakte van 7,43 km².